# Save Your Tears
Save Your Tears är en låt framförd av den kanadensiska sångaren och låtskrivaren The Weeknd. Den släpptes 9 augusti 2020 genom XO och Republic Records, som en del av hans fjärde album After Hours (2020). Låten är skriven och producerad av the Weeknd, Max Martin och Oscar Holter. Ahmad Balshe och Jason Quenneville står också med som låtskrivare.
Låten har streamats över 838 miljoner gånger på Spotify.

## Musikvideon
Låtens musikvideo laddades upp på YouTube den 5 januari 2021 och hade visats över 623 miljoner gånger den 12 december 2021.